# Le Modèle rouge
Le Modèle rouge est le nom donné par le peintre surréaliste belge René Magritte à sept œuvres réalisées dans différentes techniques, à l’huile, à la gouache et en dessin, entre 1935 et 1964.

## Description
Toutes les œuvres désignées sous le nom de Modèle rouge montrent une surprenante paire de souliers, à la fois pieds et chaussures, posée sur un sol parsemé de cailloux, devant une palissade de bois ou un mur de pierres ; le rendu du sol caillouteux, des planches de bois, ou des pierres, et des veines des pieds est particulièrement réaliste.

## Histoire
Au milieu des années 1930, la peinture de René Magritte s'inspire de la méthode du matérialisme scientifique ; il se voit en « ingénieur de l'âme ». Le Modèle rouge s'attache au « problème » du soulier : il déplie la dialectique de la nature (le pied nu) et de la culture (la chaussure), celle de la civilisation et de la barbarie, du vu et du caché… Max Ernst signale à Magritte l'enseigne d'un cordonnier qui apporte la réponse au problème du soulier. Peints dans le contexte des débats houleux liés à l'engagement communiste du surréalisme, ces pieds « rouges » ont une signification ironique. Les chaussures en peau de pied apparaissent à Magritte d'une telle évidence qu'il en multiplie les variantes.
Propriété de l'artiste Maria Martins, qui l'acquiert sur les conseils de Marcel Duchamp, Le Modèle rouge fait la couverture de la deuxième édition du Surréalisme et la peinture d'André Breton en 1945.

## Différentes versions connues

### Huile sur toile
Souliers devant une palissade de bois
- version I (1935), collection Centre Pompidou (Paris, France)[3] ;
- version II (1935), collection Moderna Museet (Stockholm, Suède)[4] ;
- version III (1937), collection Musée Boijmans Van Beuningen (Rotterdam, Pays-Bas)[5] ;
- 1947/48, collection privée Richard et Ulla Dreyfus-Best (Bâle, Suisse)[6].

Souliers devant un mur de pierre
- 1953, collection BNP Paribas Fortis (Bruxelles, Belgique)[7].

### Dessin au crayon
- 1964, collection Menil Collection (Houston, Texas, USA)[8].

## Exposition
La version I de 1935 est exposée dans le cadre de l'exposition Les Choses. Une histoire de la nature morte au musée du Louvre du 12 octobre 2022 au 23 janvier 2023, parmi les œuvres de l'espace nommé « Choses humaines ».